# Magdi Allam
Magdi Allam (megkeresztelkedése óta Cristiano, Egyiptom, 1952. április 22.) egyiptomi származású olasz újságíró, a Corriere della sera főszerkesztő-helyettese. Világméretű ismertségre akkor tett szert, mikor XVI. Benedek pápa 2008 húsvétján a vatikáni Szent Péter-bazilikában megkeresztelte.

## Élete
1952-ben született Egyiptomban, 1991-ben még elzarándokolt Mekkába, de utána fokozatosan szembefordult népével és vallásával. Egyiptomban – egyes források szerint – katolikus nevelést kap egy Don Bosco iskolában.[forrás?] Kivándorolt Olaszországba, ahol előbb a kommunista Il Manifesto című lap munkatársa lett. 2007-ben a Viva Israele (Éljen Izrael!) című propagandisztikus könyvével vált ismertté. 2008-ban – sokak szerint provokatív módon – a pápa keresztelte ki a Vatikánban.

## Véleménye az iszlámról
Allam nem csupán elhagyta azt a vallást, amit fiatalon gyakorolt, hanem élesen támadja is azt: „Az évek során lelkem kiszabadult annak az ideológiának a sötétségéből, amely törvényesíti a hazugságot, a csalást, a gyilkolásban vagy öngyilkosságban megnyilvánuló erőszakos halált és a vak meghódolást a zsarnokság előtt.”

## Vatikáni elhatárolódás
A Szentszék Allam megkeresztelése ellenére kitart a keresztény-muszlim párbeszéd mellett, és elhatárolódik Allam egyes politikai nézeteitől: „a Vatikán csütörtökön megpróbálta elhatárolni XVI. Benedek pápát annak a húsvétkor a katolikus egyházfő által megkeresztelt muzulmán újságírónak a politikai nézeteitől, akit Olaszországban az iszlám elleni kirohanásairól ismernek.”

## Külső hivatkozások
- Magdi Allam honlapja